# 塩沢美代子
塩沢 美代子（しおざわ みよこ、1924年9月18日 - 2018年）は、昭和から平成時代の労働問題評論家。

## 経歴
東京生まれ。父は経済学者の塩沢昌貞。1944年日本女子大学校家政学部第3類（社会事業専攻）卒。1946年から1947年同学部社会福祉学科助手。戦時中の勤労動員の経験から年少労働者の指導を志し、YWCA体育専門学院及び指導者養成コースに学ぶ。1948年東京YWCA体育専門学院修了。鐘淵紡績に入社、東京工場の社内学校に勤務。
1949年全国蚕糸労働組合連合会（全蚕糸労連）書記に転職、1963年まで14年間オルグ活動に従事。この間、日本繊維産業労働組合連合会（繊維労連）への改称（1960年）、主要組合の繊維労連から全繊同盟への分裂を経験。1964年から1966年名古屋YWCA幹事、1966年から1970年大洋漁業労働組合書記を経て、評論活動に従事。
1976年頃からアジアに視点を広げ、1981年アジア女性委員会（CAW）の設立に参加、1983年日本での活動拠点としてアジア女子労働者交流センター（AWWC）を設立し所長に就任（2000年まで）。AWWC所長として東南アジアの女子労働者の労働条件の解明、アジアの女子労働者のネットワークづくりに取り組む。共栄学園短期大学社会福祉学科教授（国際福祉、産業福祉）を経て、1988年から1995年恵泉女学園大学教授。

## 受賞歴
- 1987年、第5回浅野順一賞
- 1999年、第8回東京女性財団賞[7]

## 著書
主な著書に『結婚退職後の私たち――製糸労働者のその後』（岩波新書、1971年）、『ひとり暮しの戦後史――戦中世代の婦人たち』（島田とみ子共著、岩波新書、1975年）、『メイドイン東南アジア――現代の『女工哀史』』（岩波ジュニア新書、1983年）などがある。2021年1月に西田藍のツイートがきっかけで『ひとり暮しの戦後史』がTwitterで話題となり、版元の岩波書店が緊急重版を行った。

### 単著
- 『労働環境の繊維年少労働者の労働者意識に及ぼす影響――蚕糸業の実態分析による』 日本労働協会調査研究部［調査研究資料］、1961年
- 『片隅の発言――ある労組書記の手記』 日本基督教団出版局、1968年
- 『結婚退職後の私たち――製糸労働者のその後』 岩波書店［岩波新書］、1971年
- 『ひたむきに生きて――ある戦後史 塩沢美代子評論集』 創元社、1980年
- 『メイドイン東南アジア――現代の『女工哀史』』 岩波書店［岩波ジュニア新書］、1983年
- 『アジアの片隅から』 日本基督教団出版局、1985年
- 『アジアの民衆vs.日本の企業』 岩波書店［岩波ブックレット］、1986年
- 『語りつぎたいこと――年少女子労働の現場から』 ドメス出版、2004年
- 『続 語りつぎたいこと――日本・アジアの片隅から』 ドメス出版、2010年

### 共著
- 島田とみ子共著 『ひとり暮しの戦後史――戦中世代の婦人たち』 岩波書店［岩波新書］、1975年

### 編著
- 一番ヶ瀬康子、中嶌邦共編 『講座 差別と人権 第3巻 女性』 雄山閣、1985年

### 監修
- 広木道子著 『アジアに生きる女性たち――女性労働者との交流十五年』 ドメス出版、1999年